# Vila (mitološko bitje)
Vila je mitološko bitje, dekle izjemne lepote obdarjena s čarobnimi močmi. Ponavadi so upodobljene s krili, lahkotnimi  oblekami in bujnimi lasmi. Ponekod jih opisujejo kot večno mlade.
Vile naj bi živele v gozdu, v bližini starih hribov, izvirov ali pod zemljo, v jamah. Po vilah je dobila ime tudi jama Vilenica, za katero so verjeli, da v njej prebivajo dobre vile.
Miti o vilah so del narodne folklore številnih evropskih narodov, a so še posebej zastopane v keltski in slovanski mitologiji.
Ljudske pripovedi razlikujejo dobre vile, ki pomagajo ljudem, ponavadi z magijo in zle vile, katerih namen je ljudem škodovati in prenesti nesrečo.